# Jan VIII.
Jan VIII. (okolo roku 820? Řím – 16. prosince 882 Řím) byl papežem od 14. prosince 872 až do své smrti.

## Život
Pro moravské dějiny je tento papež zvláště významným, neboť jím vydaná bula Industriae tuae (Horlivosti tvé) postavila moravský stát pod ochranu papeže, zřídila moravské arcibiskupství a potvrdila používání slovanského jazyka pro křesťanskou liturgii. Byla vydána v roce 880, již o 5 let později však slovanskou liturgii zakázal papež Štěpán V.

## Odkazy

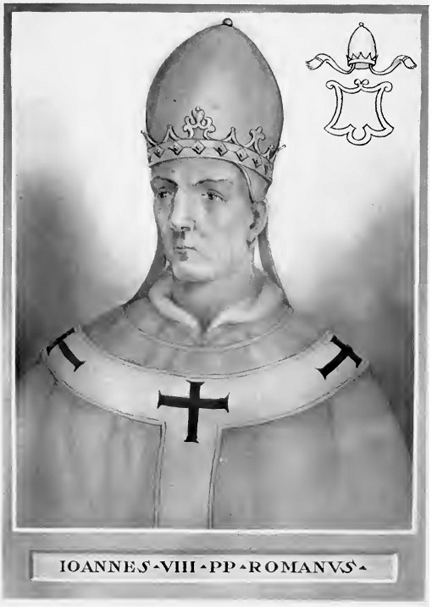
Ilustrace zobrazující papeže Jana VIII.